# Кузнецов-Красноярский, Иннокентий Петрович
Иннокентий Петрович Кузнецов-Красноярский (1851 — 13 января 1916, Томск) — сибирский золотопромышленник, меценат, археолог, этнограф, историк.

## Биография
Уроженец Минусинского округа Енисейской губернии, выходец из красноярской купеческой династии золотопромышленников и меценатов.
Среднее образование получил в частной гимназии в Петербурге.
В 1888—1891 годах был вольнослушателем медицинского факультета Томского университета. Совершил путешествия в Северную Америку и Скандинавию, откуда привёз этнографические коллекции.
И. П. Кузнецов-Красноярский работал горным инженером. Путешествуя по служебной надобности по Минусинской котловине, обратил пристальное внимание на богатейшие археологические памятники peгиона. Начиная с 1880-х И. П. Кузнецов-Красноярский увлекся археологическими раскопками древних курганов. В 1884 году первым провёл раскопки могильных курганов Карасукской культуры. Провел ряд совместных раскопок с И. Т. Савенковым. Заслужил известность в сибирской археологии.
Его археологическую деятельность можно условно разделить на два периода:
- 1880—1890 — полевые раскопки курганов;
- 1890—1915 — археологические разведки разнообразных памятников: древних могильников, каменных изваяний, горных сооружений, каменных стел с надписями.

Полевые археологические исследования И. П. Кузнецов-Красноярский проводил на хорошем научном уровне. Издал ряд исторических работ по археологии и этнической истории. Археологическому музею Томского университета передал более 700 предметов, среди которых его индейская и скандинавская коллекции. После его смерти в музей университета поступили ещё 1722 предмета.
С 20 апреля 1890 года был действительным членом Рязанской Учёной Архивной Комиссии.
В 1905 году был избран председателем «Инородческого схода». На собственные средства издал книгу Д. А. Клеменца «Древности Минусинского музея». В 1896 году И. П. Кузнецов-Красноярский переслал в Таштыпское народное училище 133 научно-популярных издания. На его средства был издан «Архив Аскизской Думы».
Владел Богородским прииском по реке Немир в 150 км от Минусинска.
Многие годы дружил с художником В. И. Суриковым, оказывал ему поддержку во время учёбы в Академии Художеств.
В 1892 году на приисках Иннокентия Петровича в Минусинском округе Суриков делал этюды для картины «Покорение Сибири Ермаком».
После смерти Иннокентия Петровича его библиотека была приобретена Минусинским краеведческим музеем.

## Семья
- отец — Кузнецов Пётр Иванович (1818—1878), красноярский купец 1-й гильдии, золотопромышленник, почетный потомственный гражданин, меценат. Владелец приисков на территории Хакасии. В 1869 году подарил дом и библиотеку для приходского училища в с. Аскиз. В 1877 году передал свою коллекцию древностей археологическому отделу Минусинского краеведческого музея.

Выплачивал стипендию В. И. Сурикову во время его обучения в Академии Художеств.
- брат — Кузнецов Александр Петрович (1848—1913) крупный сибирский золотопромышленник, почетный потомственный гражданин, красноярский купец 1 -й гильдии, владелец паровой лесопильни и механического завода в городе Красноярске. Занимался меценатством и благотворительной деятельностью, являлся почетным блюстителем Бейского училища (открыто в 1866 году).

## Общественная деятельность
В Томске был членом Общества попечения о начальном образовании, финансировал деятельность Общества. Входил в комиссию этого Общества по созданию Музея прикладных знаний. Участвовал в организации и проведении в Томске этнографических выставок.
В Красноярске был почётным смотрителем уездного училища, гласным городской думы. Участвовал в учреждении газет «Справочный листок Енисейской губернии» и «Енисей» (учреждена в 1895 году, в июле — декабре 1905 года она называлась «Сибирский край»).
В Иркутске состоял сотрудником газеты «Сибирский архив» (позже — «Сибирская летопись»).

## Сочинения
- Древние могилы Минусинского округа. — Томск, 1889.
- Минусинские древности. Медно-бронзовый и переходный периоды. Вып. 1. — Томск, 1908.
- Исторические акты XVII столетия (1630—1699). Материалы для Истории Сибири. — Томск, 1897.
- Из истории южных частей Енисейской губернии. — Томск, 1908.
- Поездка г. Адрианова по южным частям Томской и Енисейской губерний летом 1883 года: (критический очерк) — Томск, 1895.